# Маэль (святой)
Маэль (V век, Бретань или Бретань, метрополия Франции — V век, Бардси, Гуинет) — святой отшельник из Уэльса. День памяти — 13 мая.
Святой Маэль был родом из Бретани. Отправившись на Британские острова со товарищи по предводительством св. Кадфана, он поселился на острове Бардси, где стал вести отшельническую жизнь.
Святой Маэль вместе со святым Сулиеном почитаются святыми покровителями Корвен, что в Уэльсе. Тамошний приходской храм англиканской церкви освящён в их честь.